# Уиллис, Уильям
Уи́льям Уи́ллис (англ. William Willis, 19 августа 1893, Гамбург, Германская империя — 21 июля 1968, Атлантический океан) — американский путешественник, писатель. В 1954 году в одиночку переплыл Тихий океан на парусном плоту из бальсового дерева от Кальяо до Паго-Паго (Американское Самоа). В 1963—1964 годах на плоту-тримаране из трёх металлических понтонов, заполненных полиуретаном, в одиночку переплыл Тихий океан: в 1963 году — от Кальяо до Апиа (Западное Самоа), в 1964 году — от Апиа до Талли (северо-восточная Австралия). Описал первое и второе путешествия в книгах The Epic Voyage of the “Seven Little Sisters” («Эпический вояж „Семи сестричек“», 1956; русский перевод — «На плоту через океан», 1959) и An Angel on Each Shoulder («Ангел на каждом плече», 1966; в 1967 году переиздана под названием Whom the Sea Has Taken — «Похищенный морем»; русский перевод — «Возраст не помеха», 1969). Трижды — в 1966, 1967 и 1968 годах — пытался в одиночку переплыть Атлантический океан на парусной шлюпке. Во время последнего плавания пропал без вести.

## Биография
Родился и провёл детство в Гамбурге, в семье выходцев из Саксонии и Богемии. Пятнадцатилетним подростком ушёл из дому и стал моряком, приняв участие в экспедиции вокруг мыса Горн. С 1912 года жил в США. Путешествуя по стране, перепробовал множество занятий: работал грузчиком, лесорубом, дорожным рабочим, горным инженером, плавал по Великим озёрам, ловил рыбу, рисовал карикатуры, писал стихи. Впоследствии работал матросом на танкере, лесорубом в Канаде, рудокопом в Южной Америке.
Во время первой одиночной экспедиции от западного побережья Южной Америки до Американского Самоа в 1954 году, в возрасте 60 лет проплыл на плоту «Семь сестричек» (англ. Seven Little Sisters) около 12 000 км — на 3960 км больше, чем Тур Хейердал на плоту «Кон-Тики». Кроме самого Уиллиса, на плоту находились его попугай Ики (англ. Eeky) и кошка Мики (англ. Meeky). В 1963—1964 годах преодолел на плоту «Возраст не помеха» (англ. Age Unlimited) около 19 800 км, проплыв от Южной Америки (Перу) до Австралии.
2 мая 1968 года, намереваясь пересечь северную часть Атлантического океана по маршруту от Монтока до Плимута, отплыл из монтокской гавани на одномачтовой парусной шлюпке «Малышка» (англ. Little One). Длина «Малышки» составляла 11,5 футов (3,5 м). Это была третья попытка трансатлантического плавания, предпринятая Уиллисом; две предыдущих (1966, 1967) окончились неудачей. 20 сентября 1968 года экипаж советского рыболовного судна СРТ 4486 обнаружил пустую, сильно повреждённую штормом «Малышку» в 560 км к западу от побережья Ирландии и 432 км от скалы Роколл. 24 сентября он передал её на рефрижератор «Янтарный», на котором при осмотре шлюпки были  найдены вещи, принадлежащие Уильяму Уиллису: паспорт, книги, рекомендательные письма, астрономический ежегодник. Последние пометки  в астрономическом ежегоднике были сделаны 20 июля 1968 года.

## Память
- В 2006 году американский писатель Томас Пирсон[англ.] опубликовал беллетризованную биографию Уиллиса[9].
- Российская рок-группа «Оргия Праведников» посвятила последнему путешествию Уиллиса песню «Вдаль по синей воде» (2014).